# Provinciale weg 203
De provinciale weg 203 (N203) loopt van Wormerveer tot aan de provinciale weg 513 nabij Limmen. Het gedeelte Provincialeweg tussen Wormerveer en de Hempont naar Amsterdam was vroeger ook bewegwijzerd als N203, maar is nu in beheer bij de gemeente Zaanstad, dat stadsroutes op haar wegennet heeft geïntroduceerd. Hierdoor is de "oude" N203 omgenummerd in S152. In Amsterdam gaat de weg verder als stadsroute S101. In Wormerveer is het gedeelte tussen de Stationsstraat en de N246 aangegeven als S152, terwijl dit gedeelte wel onderdeel is van de N203 en ook door de provincie beheerd wordt. 
In de gemeenten Zaanstad en Uitgeest loopt de N203 (en de Provinciale weg in het verlengde daarvan) grotendeels parallel aan de spoorlijn Amsterdam - Uitgeest en vormt hierbij de belangrijkste verbinding tussen verschillende plaatsen uit de Zaanstreek. Tussen Wormerveer (kruising met de Provinciale weg N246/N8 en Uitgeest (kruising met de Rijksweg A9) wordt de weg ook aangeduid als N8, aangezien het de vervangende route is voor het ontbrekende gedeelte van de Rijksweg 8 tussen Westzaan en de A9.
Na Uitgeest wijkt de N203 af van de spoorlijn en loopt de weg langs Castricum. Vanaf het kruispunt met de N513 is de weg niet meer in provinciaal beheer, maar nog wel bewegwijzerd als N203. Deze weg loopt via Limmen naar Alkmaar en loopt over een oude strandwal.
N23 · N194 · N196 · N197 · N198 · N199 · N200 · N201 · N202 · N203 · N204 · N205 · N206 · N207 · N208 · N209 · N210 · N211 · N212 · N213 · N214 · N215 · N216 · N217 · N218 · N219 · N220 · N221 · N222 · N223 · N224 · N225 · N226 · N227 · N228 · N229 · N230 · N231 · N232 · N233 · N234 · N235 · N236 · N237 · N238 · N239 · N240 · N241 · N242 · N243 · N244 · N245 · N246 · N247 · N248 · N249 · N250 · N307

N401 · N402 · N403 · N404 · N405 · N406 · N407 · N408 · N409 · N410 · N411 · N412 · N413 · N414 · N415 · N416 · N417 · N418 · N419 · N420 · N421 · N439 · N440 · N441 · N442 · N443 · N444 · N445 · N446 · N447 · N448 · N449 · N450 · N451 · N452 · N453 · N454 · N455 · N456 · N457 · N458 · N459 · N460 · N461 · N462 · N463 · N464 · N465 · N466 · N467 · N468 · N469 · N470 · N471 · N472 · N473 · N474 · N475 · N476 · N477 · N478 · N479 · N480 · N481 · N482 · N483 · N484 · N487 · N488 · N489 · N490 · N491 · N492 · N493 · N494 · N495 · N496 · N497 · N498 · N501 · N502 · N503 · N504 · N505 · N505 (Andijk) · N506 · N507 · N508 · N509 · N510 · N511 · N512 · N513 · N514 · N515 · N516 · N517 · N518 · N519 · N520 · N521 · N522 · N523 · N524 · N525 · N526 · N527 · N806 · N830 · N848

Cursief vermelde wegen zijn voormalige Provinciale wegen